# Epiplema foedicosta
Epiplema foedicosta är en fjärilsart som beskrevs av W. Warren 1907. Epiplema foedicosta ingår i släktet Epiplema och familjen Uraniidae. Inga underarter finns listade i Catalogue of Life.